# Sentenced
Sentenced est un groupe de metal gothique finlandais, originaire de Muhos/Oulu. Le groupe joue du death metal à ses débuts. Formé en 1989 par Miika Tenkula (1974-2009), Sami Lopakka (tous les deux guitaristes) et Vesa Ranta (batteur), le groupe se sépare en 2005.

## Biographie

### Débuts et succès (1989–1995)
À ses débuts, le groupe fait du death metal, comme en témoigne leur première démo When Death Join Us… qui est enregistrée au début de l'année suivant la création du groupe, en 1990. Tout de suite après l'enregistrement de cette démo Sentenced recrute le chanteur et bassiste Taneli Jarva, qui peu de temps après signe en compagnie du groupe un contrat avec une maison de disques française. Cette dernière leur offre la possibilité d'enregistrer leur premier album Shadows of the Past sorti en novembre 1991. En 1993, Sentenced change de label, et quitte la petite maison de disques française pour une compagnie plus réputée en Finlande, Spinefarm Records, qui se chargera de la sortie de la publication de leur deuxième album, North from Here. Il marquera un changement de style en tournant de la voie du death metal traditionnel vers un style plus technique, connu sous le nom de Gothenburg-style, le style joué dans les premiers albums de Dark Tranquillity. Un mini-album voit le jour la même année, The Trooper, enregistré aux Tico-Tico Sttudios, publié en hommage à Iron Maiden, et comprend la reprise The Trooper.
Durant l'année 1994, Sentenced change encore une fois de label, et signe avec la maison de disques Century Media, une compagnie allemande qui décide de ressortir leurs précédents albums et de les distribuer mondialement. C'est avec cette compagnie que leur troisième album, Amok, voit le jour (plus de 35 000 exemplaires vendues). Le mélodique gagne plus de terrain chez Sentenced qui explore de nouveaux horizons ; le groupe commence à devenir de plus en plus décidé à paraître sous une forme embellie tout en restant dure et mélancolique. En 1995, précisément au début de cette année, le second mini album du groupe Love and Death voit le jour. Tout en restant dans le chemin du même style Sentenced revient avec une reprise de White Wedding de Billy Idol.

### DownetFrozen(1996–1998)
En 1996, trois évènements importants marquent le groupe. Premièrement, les nombreux fans de Sentenced ont la mauvaise nouvelle du départ du chanteur et bassiste Taneli Jarva à cause (selon des sources officielles) du succès du groupe qui était ressenti par Taneli comme un poids très lourd. Deuxièmement, le groupe ne perd pas de temps et recrute le chanteur Ville Laihiala, qui jouera un rôle très important dans le quatrième album, Down, qui sort la même année. Troisièmement, Sentenced change pour la troisième fois de label en enregistrant Down aux Woodhouse Studios, l'album qui est élu « Album du mois » dans certains magazines allemands comme Rock Hard, et Metal Hammer[réf. nécessaire]. Dans la même année et l'année suivante, Sentenced entame avec grand succès des tournées en Europe, en Amérique du Nord et au Japon. Ainsi le groupe remporte le défi haut la main, un défi très dur à relever vu le changement brusque et radical de la nature de la voix du groupe.
En 1998, Sentenced débarque avec le cinquième album Frozen, toujours en compagnie de Woodhouse Studios. Cette sortie-là, montre que le groupe suit toujours le chemin retracé par les membres de Sentenced, doté non seulement de plus d’énergie qu’a rapporté le vocaliste hors pair Ville Laihiala, mais aussi de plus de mélancolie et de désespoir dans la combinaison des paroles et de la musique. En 1999, Sentenced se positionne directement en tête des chartes Finlandais avec un sixième album Crimson. Cet album montre bien l'éloignement du groupe par rapport au death metal. Dès sa sortie, il se place en tête des classements finlandais.

### Séparation et postérité (depuis 2005)
En 2001, la sortie de The Cold White Light, enregistré aux Woodhouse Studios, est un succès, tant de nombreux fans considéraient Crimson comme une erreur de parcours, après Frozen. Avec cet album, Sentenced montre un visage quelque peu différent, avec des paroles affichant une certaine auto-ironie et même une note positive rare. Néanmoins, les politiciens finlandais accusent le groupe d'avoir ajouté des paroles nazies, ce qu'ils nient en bloc.
La carrière du groupe se termine en 2005, le succès et le temps étant trop important pour les différents protagonistes. Ils publient l'album The Funeral Album, décrit par Laihiala comme une sorte de suicide collectif et symbolique. Il est par ailleurs récompensé de trois Finnish Metal Awards en 2006,,,. Le 19 février 2009, le guitariste Miika Tenkula est retrouvé sans vie dans son appartement. En juillet 2016, les quatre premiers albums du groupe sont annoncés en réédition sous format vinyle quatre couleurs pour août 2016.

## Membres

### Derniers membres
- Ville Laihiala - chant (1996-2005)
- Miika Tenkula - guitare (1989-2005) (décédé le 19 février 2009)
- Sami Lopakka - guitare (1989-2005)
- Sami Kukkohovi - basse (1996-2005)
- Vesa Ranta - batterie (1989-2005)

### Anciens membres
- Lari Kylmänen - basse (1989-1991)
- Taneli Jarva - basse, chant (1991-1996)

## Discographie

### Albums studio
- 1991 : Shadows of the Past
- 1993 : North from Here
- 1995 : Amok
- 1996 : Down
- 1998 : Frozen
- 2000 : Crimson
- 2002 : The Cold White Light
- 2005 : The Funeral Album

### EPs
- 1993 : The Trooper
- 1995 : Love and Death

### Singles
- 1999 : Killing Me Killing You
- 2002 : No One There
- 2003 : Routasydän
- 2005 : Ever-Frost

### Compilation
- 1997 : Story: A Recollection

### Démos
- 1990 : When Death Joins Us...
- 1991 :  Rotting Ways to Misery
- 1992 : Journey to Pohjola
- 1994 : Demo 1994

### Splits
- 1993 : Cronology of Death
- 2005 : Promo Split MCD

## Vidéographie
- Nepenthe (1994)
- Noose (1996), réalisé par Sökö Kaukoranta
- Bleed (199x)
- The Suicider (1998)
- Killing Me Killing You (1999), réalisé par Pasi Pauni
- No One There (2002), réalisé par Pete Veijalainen
- Ever-Frost (2005), réalisé par Mika Ronkainen
- Despair Ridden Hearts (2005)
- Buried Alive (2006)